# فرانشيسكا بواس
فرانشيسكا بواس (بالإنجليزية: Franziska Boas)‏ هي معلمة موسيقى أمريكية، ولدت في 8 يناير 1902 في نيويورك في الولايات المتحدة، وتوفيت في 22 ديسمبر 1988 في ماساتشوستس في الولايات المتحدة بسبب مرض آلزهايمر.